# Campionati tedeschi di bob
I campionati tedeschi di bob sono una competizione sportiva organizzata dalla Federazione Tedesca di bob, slittino e skeleton (Bob- und Schlittenverband für Deutschland) in cui si assegnano i titoli nazionali tedeschi nelle diverse specialità del bob. Si disputano con cadenza annuale dal 1910.
Tra il 1949 e il 1989 hanno assegnato esclusivamente i titoli di campioni tedeschi occidentali, in contrapposizione ai campionati tedeschi orientali, analoga manifestazione che si disputava nella DDR. In seguito alla riunificazione della Germania, il campionato è tornato ad essere unico.

## Albo d'oro

### Bob a due uomini

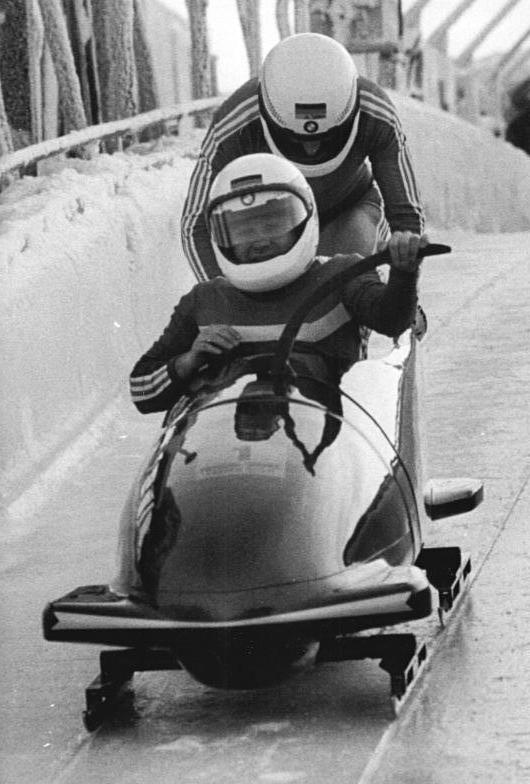
Harald Czudaj e Axel Jang, campioni tedeschi nel 1991 ad Altenberg

| Anno      | Luogo                | Oro                                                                               | Argento                                          | Bronzo                                      |
| --------- | -------------------- | --------------------------------------------------------------------------------- | ------------------------------------------------ | ------------------------------------------- |
| 1921      | nd                   | Otto Klemm Dr. E. Jung Germania                                                   |                                                  |                                             |
| 1922      | nd                   | Otto Griebel von Grunelius Germania                                               |                                                  |                                             |
| 1923      | nd                   | E. Diepholz Graf Beißel Germania                                                  |                                                  |                                             |
| 1924      | nd                   | Wetzel Fritz Gömöri Germania                                                      |                                                  |                                             |
| 1925      | nd                   | Erwin Hachmann Friedrich Jürgens Germania                                         |                                                  |                                             |
| 1926      | non disputato        | non disputato                                                                     | non disputato                                    | non disputato                               |
| 1927      | nd                   | Werner Zahn Werner Schröder Germania                                              |                                                  |                                             |
| 1927      | nd                   | Robert Liebig Germania                                                            |                                                  |                                             |
| 1928      | nd                   | Anna nd Germania                                                                  |                                                  |                                             |
| 1929      | nd                   | Fritz Grau Albert Brehme Germania                                                 |                                                  |                                             |
| 1930      | nd                   | Hanns Kilian Sebastian Huber Germania                                             |                                                  |                                             |
| 1931      | nd                   | Werner Huth Max Ludwig Germania                                                   |                                                  |                                             |
| 1932      | nd                   | Michael Ritter von Newlinski Albert Frick Germania                                |                                                  |                                             |
| 1933      | nd                   | Werner Zahn Helmut Hopmann Germania                                               |                                                  |                                             |
| 1934      | nd                   | Fritz Grau Albert Brehme Germania                                                 |                                                  |                                             |
| 1935      | nd                   | Reto Capadrutt Hans Aichele Svizzera                                              |                                                  |                                             |
| 1936      | non disputato        | non disputato                                                                     | non disputato                                    | non disputato                               |
| 1937      | nd                   | Bibo Fischer Rolf Thieleke Germania                                               |                                                  |                                             |
| 1938      | nd                   | Bibo Fischer Rolf Thieleke Germania                                               |                                                  |                                             |
| 1939      | nd                   | Hanns Kilian Schletter Germania                                                   |                                                  |                                             |
| 1940-1948 | non disputati        | non disputati                                                                     | non disputati                                    | non disputati                               |
| 1949      | nd                   | Hans Winkler Sylvester Wackerle Germania Ovest                                    |                                                  |                                             |
| 1950      | nd                   | Anderl Ostler Lorenz Nieberl Germania Ovest                                       |                                                  |                                             |
| 1951      | nd                   | Anderl Ostler Lorenz Nieberl Germania Ovest                                       |                                                  |                                             |
| 1952      | nd                   | M. Probst L. Schloß Germania Ovest                                                |                                                  |                                             |
| 1953      | nd                   | Anderl Ostler Lorenz Nieberl Germania Ovest                                       |                                                  |                                             |
| 1954      | nd                   | Anderl Ostler Lorenz Nieberl Germania Ovest                                       |                                                  |                                             |
| 1955      | nd                   | Hans Rösch Hans Terne Germania Ovest                                              |                                                  |                                             |
| 1956      | nd                   | S. Erbs S. Jordan Germania Ovest                                                  |                                                  |                                             |
| 1957      | non disputato        | non disputato                                                                     | non disputato                                    | non disputato                               |
| 1958      | nd                   | Josef Hecht Albert Seidenkranz Germania Ovest                                     |                                                  |                                             |
| 1959      | nd                   | Josef Hecht Walter Fischer Germania Ovest                                         |                                                  |                                             |
| 1960      | nd                   | Franz Schelle Otto Göbl Germania Ovest                                            |                                                  |                                             |
| 1961      | nd                   | Josef Hecht Franz Kotterer Germania Ovest                                         |                                                  |                                             |
| 1962      | nd                   | Franz Schelle Otto Göbl Germania Ovest                                            |                                                  |                                             |
| 1963      | nd                   | Franz Wörmann Hans Wagner Germania Ovest                                          |                                                  |                                             |
| 1964      | nd                   | Josef Lautenbacher J. Bosch Germania Ovest                                        |                                                  |                                             |
| 1965      | nd                   | Hubert Honekamp H.O. Diemel Germania Ovest                                        |                                                  |                                             |
| 1966      | non disputato        | non disputato                                                                     | non disputato                                    | non disputato                               |
| 1967      | nd                   | Horst Floth Frank Lange Germania Ovest                                            |                                                  |                                             |
| 1968      | nd                   | H. Butz Hubert Honekamp Germania Ovest                                            |                                                  |                                             |
| 1969      | nd                   | Wolfgang Zimmerer Peter Utzschneider Germania Ovest                               |                                                  |                                             |
| 1970      | nd                   | Horst Floth Pepi Bader Germania Ovest                                             |                                                  |                                             |
| 1971      | nd                   | Wolfgang Zimmerer Peter Utzschneider Germania Ovest                               |                                                  |                                             |
| 1972      | nd                   | Wolfgang Zimmerer Peter Utzschneider Germania Ovest                               |                                                  |                                             |
| 1973      | nd                   | Georg Heibl Fritz Ohlwärter Germania Ovest                                        |                                                  |                                             |
| 1974      | nd                   | Stefan Gaisreiter Manfred Schumann Germania Ovest                                 |                                                  |                                             |
| 1975      | nd                   | Georg Heibl Fritz Ohlwärter Germania Ovest                                        |                                                  |                                             |
| 1976      | nd                   | Stefan Gaisreiter Donat Ertel Germania Ovest                                      |                                                  |                                             |
| 1977      | nd                   | Stefan Gaisreiter Manfred Schumann Germania Ovest                                 |                                                  |                                             |
| 1978      | nd                   | Toni Mangold Heinz Busche Germania Ovest                                          |                                                  |                                             |
| 1979      | nd                   | Stefan Gaisreiter Heinz Busche Germania Ovest                                     |                                                  |                                             |
| 1980      | nd                   | Stefan Gaisreiter Dieter Gebhardt Germania Ovest                                  |                                                  |                                             |
| 1981      | nd                   | Klaus Kopp Hajo Schuhmacher Germania Ovest                                        |                                                  |                                             |
| 1982      | nd                   | Jakob Resch Alex Wernsdorfer Germania Ovest                                       |                                                  |                                             |
| 1983      | nd                   | Anton Fischer Hans Metzler Germania Ovest                                         |                                                  |                                             |
| 1984      | nd                   | Peter Schliwa Uli Herman Germania Ovest                                           |                                                  |                                             |
| 1985      | nd                   | Anton Fischer Franz Niessner Germania Ovest                                       |                                                  |                                             |
| 1986      | nd                   | Anton Fischer Christoph Langen Germania Ovest                                     |                                                  |                                             |
| 1987      | nd                   | Anton Fischer Christoph Langen Germania Ovest                                     |                                                  |                                             |
| 1988      | nd                   | Anton Fischer Christoph Langen Germania Ovest                                     |                                                  |                                             |
| 1989      | nd                   | Dirk Wiese Olaf Hampel Germania Ovest                                             |                                                  |                                             |
| 1990      | nd                   | Rudi Lochner Markus Zimmermann Germania Ovest                                     |                                                  |                                             |
| 1991      | nd                   | Harald Czudaj Axel Jang Germania                                                  |                                                  |                                             |
| 1992      | nd                   | Sepp Dostthaler Mike Sehr Germania                                                |                                                  |                                             |
| 1993      | nd                   | Christoph Langen Peer Jöchel Germania                                             |                                                  |                                             |
| 1994      | nd                   | Sepp Dostthaler Bogdan Musiol Germania                                            |                                                  |                                             |
| 1995      | nd                   | Christoph Langen Olaf Hampel Germania                                             |                                                  |                                             |
| 1996      | nd                   | Christoph Langen Markus Zimmermann Germania                                       |                                                  |                                             |
| 1997      | nd                   | Sepp Dostthaler Thomas Platzer Germania                                           |                                                  |                                             |
| 1998      | nd                   | Dirk Wiese Marco Jakobs Germania                                                  |                                                  |                                             |
| 1999      | nd                   | Sepp Dostthaler Olaf Hampel Germania                                              |                                                  |                                             |
| 2000      | nd                   | Christoph Langen Markus Zimmermann Germania                                       |                                                  |                                             |
| 2001      | nd                   | René Spies Franz Sagmeister Germania                                              |                                                  |                                             |
| 2002      | Winterberg           | Christoph Langen Marco Jakobs Germania                                            | René Spies Franz Sagmeister Germania             | Matthias Höpfner Marc Kühne Germania        |
| 2003      | Altenberg            | Matthias Benesch Christoph Heyder Germania e Matthias Höpfner Marc Kühne Germania | non assegnato                                    | Hartl Sanktjohanser Torsten Dauth Germania  |
| 2004      | Schönau am Königssee | Christoph Langen Enrico Kühn Germania                                             | André Lange Kevin Kuske Germania                 | Matthias Höpfner Marc Kühne Germania        |
| 2005      | Altenberg            | René Spies Franz Sagmeister Germania                                              | Hartl Sanktjohanser Christian Reppe Germania     | Thomas Florschütz Rene Tiefert Germania     |
| 2006      | Winterberg           | Matthias Höpfner Marc Kühne Germania                                              | René Spies Franz Sagmeister Germania             | Karl Angerer Andreas Udvari Germania        |
| 2007      | Schönau am Königssee | Thomas Florschütz Mirko Pätzold Germania                                          | Manuel Machata Alex Mann Germania                | Karl Angerer Marc Kühne Germania            |
| 2008      | Altenberg            | Matthias Höpfner Thomas Pöge Germania                                             | Karl Angerer Marc Kühne Germania                 | Manuel Machata Alex Mann Germania           |
| 2009      | Winterberg           | Thomas Florschütz Marc Kühne Germania                                             | Karl Angerer Gregor Bermbach Germania            | André Lange Kevin Kuske Germania            |
| 2010      | Altenberg            | annullato                                                                         | annullato                                        | annullato                                   |
| 2011      | Winterberg           | Karl Angerer Alex Mann Germania                                                   | Thomas Florschütz Kevin Kuske Germania           | Oliver Harraß Alexander Rödiger Germania    |
| 2012      | Schönau am Königssee | Thomas Florschütz Kevin Kuske Germania                                            | Manuel Machata Andreas Bredau Germania           | Benjamin Schmid Marko Hübenbecker Germania  |
| 2013      | Altenberg            | Benjamin Schmid Christian Schmacht Germania                                       | Nico Walther Philipp Wobeto Germania             | Albrecht Klammer Pierre Jaques Germania     |
| 2014      | Winterberg           | Albrecht Klammer Martin Grothkopp Germania                                        | Benjamin Schmid Matthias Kagerhuber Germania     | Richard Oelsner Nils Dabrunst Germania      |
| 2015      | Winterberg           | Nico Walther Marko Hübenbecker Germania                                           | Francesco Friedrich Thorsten Margis Germania     | Johannes Lochner Marius Bröning Germania    |
| 2016      | Altenberg            | Nico Walther Christian Poser Germania                                             | Maximilian Arndt Kevin Kuske Germania            | Johannes Lochner Joshua Bluhm Germania      |
| 2017      | Schönau am Königssee | Johannes Lochner Christian Rasp Germania                                          | Nico Walther Kevin Kuske Germania                | Pablo Nolte Costa Tonga Laurenz Germania    |
| 2018      | Schönau am Königssee | Richard Oelsner Alexander Schüller Germania                                       | Pablo Nolte Matthias Sommer Germania             | Jonas Jannusch Christian Jagusch Germania   |
| 2019      | Winterberg           | Nico Walther Paul Krenz Germania                                                  | Johannes Lochner Christopher Weber Germania      | Christoph Hafer Tobias Schneider Germania   |
| 2020      | Altenberg            | Richard Oelsner Issam Ammour Germania                                             | Christoph Hafer Christian Hammers Germania       | Johannes Lochner Christian Rasp Germania    |
| 2021      | Schönau am Königssee | Christoph Hafer Christian Hammers Germania                                        | Hans-Peter Hannighofer Marcel Kornhardt Germania | Philipp Zielasko Alexander Rödiger Germania |

### Bob a cinque uomini
| Anno      | Luogo         | Oro                                                                                           | Argento       | Bronzo        |
| --------- | ------------- | --------------------------------------------------------------------------------------------- | ------------- | ------------- |
| 1910      | nd            | Team Bob Wickersdorf II Germania                                                              |               |               |
| 1911      | nd            | Team Bob Wickersdorf I Germania                                                               |               |               |
| 1912      | nd            | Team Bob Wickersdorf I Germania                                                               |               |               |
| 1913      | nd            | Team Bob Kondor Germania                                                                      |               |               |
| 1914      | nd            | Team Bob Fledermaus Germania                                                                  |               |               |
| 1915-1920 | non disputato | non disputato                                                                                 | non disputato | non disputato |
| 1921      | nd            | Otto Klemm H. Brost F.C. Graf von Hohenau St. Klemm Dr. E. Junck Germania                     |               |               |
| 1922      | nd            | F.G. Meyerweißflog Eduard Winter Wolfgang Dressler Paul Volkhardt Hans Hermann Weber Germania |               |               |
| 1923      | nd            | Willy Herbrechter Fritz Schlüter Rudi Ochs Hamm Gottfried Künstler Germania                   |               |               |
| 1924      | nd            | Dr. Julius Moro Hermann Döbler Frau Moro Geo Trabert Karl Scharffl Austria                    |               |               |
| 1925      | nd            | Otto Griebel Dr. Gert Rottger Irmin von Nathusius Ernst Griebel Germania                      |               |               |
| 1926      | non disputato | non disputato                                                                                 | non disputato | non disputato |
| 1927      | nd            | Werner Zahn Hermann Völkel Werner Schröder Kirchner Nawrath Germania                          |               |               |
| 1928      | nd            | Otto Griebel Ernst Griebel Peter Berg Louis Fade Dr. Hans Mehlhorn Germania                   |               |               |
| 1929      | nd            | Fritz Grau Hans Picker Albert Brehme Helmut Hopmann Bertram Germania                          |               |               |
| 1930      | nd            | Werner Zahn Nägle v. Reinhardt Schmidt Clausing Germania                                      |               |               |

### Bob a quattro uomini
| Anno      | Luogo                | Oro                                                                                     | Argento                                                                            | Bronzo                                                                      |
| --------- | -------------------- | --------------------------------------------------------------------------------------- | ---------------------------------------------------------------------------------- | --------------------------------------------------------------------------- |
| 1931      | nd                   | Hanns Kilian Sebastian Huber Fritz Schwarz Hans Jocher Germania                         |                                                                                    |                                                                             |
| 1932      | nd                   | Walter Düsedau Carl Heimann Otto-Heinrich Oster Fritz Pelchen Germania                  |                                                                                    |                                                                             |
| 1933      | nd                   | Fritz Wiese Adolf Ruhstrat Dr. Müller Dr. Wurmer Germania                               |                                                                                    |                                                                             |
| 1934      | nd                   | Fritz Wiese Adolf Ruhstrat Dr. Müller Dr. Wurmer Germania                               |                                                                                    |                                                                             |
| 1935      | nd                   | Walter Trott F. Vonhof W. Kummer R. Werlich Germania                                    |                                                                                    |                                                                             |
| 1936      | non disputato        | non disputato                                                                           | non disputato                                                                      | non disputato                                                               |
| 1937      | nd                   | Walter Trott nd Germania                                                                |                                                                                    |                                                                             |
| 1938      | nd                   | Hanns Kilian V. Krempl Werner Windhaus R. Braumüller Germania                           |                                                                                    |                                                                             |
| 1939      | nd                   | Hanns Kilian Franz Kemser Werner Windhaus Lechner Germania                              |                                                                                    |                                                                             |
| 1940-1948 | non disputato        | non disputato                                                                           | non disputato                                                                      | non disputato                                                               |
| 1949      | nd                   | Hanns Kilian Franz Kemser Werner Windhaus Hans Schmidt Germania Ovest                   |                                                                                    |                                                                             |
| 1950      | nd                   | Anderl Ostler Sylvester Wackerle Lorenz Nieberl Hans Winkler Germania Ovest             |                                                                                    |                                                                             |
| 1951      | nd                   | F. Wiese F. Berger B. Frick W. Kraus Germania Ovest                                     |                                                                                    |                                                                             |
| 1952      | nd                   | Anderl Ostler Xaver Leitl Michael Pössinger Lorenz Nieberl Germania Ovest               |                                                                                    |                                                                             |
| 1953      | nd                   | Theo Kitt Lorenz Nieberl Klaus Koppenberger Josef Grün Germania Ovest                   |                                                                                    |                                                                             |
| 1954      | nd                   | Anderl Ostler Lorenz Nieberl Hans Wendlinger Hans Hohenester Germania Ovest             |                                                                                    |                                                                             |
| 1955      | nd                   | Hans Rösch Hans Terne Michael Pössinger Max Esprester Germania Ovest                    |                                                                                    |                                                                             |
| 1956      | nd                   | Hans Rösch Sylvester Wackerle Alfred Hammer J. Hummerl Germania Ovest                   |                                                                                    |                                                                             |
| 1957-1959 | non disputato        | non disputato                                                                           | non disputato                                                                      | non disputato                                                               |
| 1960      | nd                   | Hans Rösch Walter Haller Alfred Hammer Theo Bauer Germania Ovest                        |                                                                                    |                                                                             |
| 1961      | nd                   | H.G. Butz U. Steinhausen E.A. Butz H. Wahle Germania Ovest                              |                                                                                    |                                                                             |
| 1962      | nd                   | Franz Schelle Otto Göbl Josef Sterff Ludwig Siebert Germania Ovest                      |                                                                                    |                                                                             |
| 1963      | nd                   | Franz Schelle Otto Göbl Josef Sterff Ludwig Siebert Germania Ovest                      |                                                                                    |                                                                             |
| 1964      | non disputato        | non disputato                                                                           | non disputato                                                                      | non disputato                                                               |
| 1965      | nd                   | Franz Wörmann Hubert Braun Josef Gerg Karl Ostler Germania Ovest                        |                                                                                    |                                                                             |
| 1966      | non disputato        | non disputato                                                                           | non disputato                                                                      | non disputato                                                               |
| 1967      | nd                   | Franz Wörmann Hubert Braun Josef Gerg Karl Ostler Germania Ovest                        |                                                                                    |                                                                             |
| 1968      | nd                   | Wolfgang Zimmerer Peter Utzschneider Walter Steinbauer Stefan Gaisreiter Germania Ovest |                                                                                    |                                                                             |
| 1969      | nd                   | Klaus Heiß Johann Peter Theo Hauptmann Klaus Krögler Germania Ovest                     |                                                                                    |                                                                             |
| 1970      | non disputato        | non disputato                                                                           | non disputato                                                                      | non disputato                                                               |
| 1971      | nd                   | Helmut van den Ende Günter Panholzer Peter Keiner Günter Teichmann Germania Ovest       |                                                                                    |                                                                             |
| 1972      | non disputato        | non disputato                                                                           | non disputato                                                                      | non disputato                                                               |
| 1973      | nd                   | Helmut van den Ende Günter Panholzer Bernhard Marzusch Peter Keiner Germania Ovest      |                                                                                    |                                                                             |
| 1974      | nd                   | Georg Heibl Hans Moreat Siegfried Radandt Fritz Ohlwärter Germania Ovest                |                                                                                    |                                                                             |
| 1975      | nd                   | Klaus Heiß Walter Steinbauer Reinhold Kögler Hans Wagner Germania Ovest                 |                                                                                    |                                                                             |
| 1976      | non disputato        | non disputato                                                                           | non disputato                                                                      | non disputato                                                               |
| 1977      | nd                   | Peter Hell Hans Morant Jürgen Kyre Dieter Gebhard Germania Ovest                        |                                                                                    |                                                                             |
| 1978      | nd                   | Stefan Gaisreiter Hans Wagner Heinz Busche Manfred Schumann Germania Ovest              |                                                                                    |                                                                             |
| 1979      | nd                   | Stefan Gaisreiter Hans Wagner Heinz Busche Manfred Schumann Germania Ovest              |                                                                                    |                                                                             |
| 1980      | nd                   | Toni Mangold Löhr Stefan Späte Stefan Letzel Germania Ovest                             |                                                                                    |                                                                             |
| 1981      | nd                   | Walter Vorderwülbecke Klaus Schelle Klaus Schmuck Thomas Weitl Germania Ovest           |                                                                                    |                                                                             |
| 1982      | nd                   | A. Schnorbus L. Pongratz U. Eisenreich H. Metzler Germania Ovest                        |                                                                                    |                                                                             |
| 1983      | nd                   | Walter Vorderwülbecke Klaus Schelle Klaus Schmuck Thomas Weitl Germania Ovest           |                                                                                    |                                                                             |
| 1984      | nd                   | P. Schliwa L. Pongratz B. Neumann U. Hermann Germania Ovest                             |                                                                                    |                                                                             |
| 1985      | nd                   | Anton Fischer Franz Niessner Uwe Eisenreich M. Söhnge Germania Ovest                    |                                                                                    |                                                                             |
| 1986      | nd                   | Christian Schebitz Wolfgang Schöllhorn Christoph Langen Leroy Hieber Germania Ovest     |                                                                                    |                                                                             |
| 1987      | nd                   | Michael Sperr Andreas Groni Klaus Schamberger Rolf Müller Germania Ovest                |                                                                                    |                                                                             |
| 1988      | nd                   | Michael Sperr Klaus Schamberger Florian Cruziger Rolf Müller Germania Ovest             |                                                                                    |                                                                             |
| 1989      | nd                   | Anton Fischer Jörg Huber Richard Luxenburger Christoph Langen Germania Ovest            |                                                                                    |                                                                             |
| 1990      | nd                   | Rudi Lochner Uwe Höring Matthias Zieschang Markus Zimmermann Germania                   |                                                                                    |                                                                             |
| 1991      | nd                   | Harald Czudaj Tino Bonk Axel Jang Alexander Szelig Germania                             |                                                                                    |                                                                             |
| 1992      | nd                   | Harald Czudaj Tino Bonk Axel Jang Alexander Szelig Germania                             |                                                                                    |                                                                             |
| 1993      | nd                   | Wolfgang Hoppe Bogdan Musiol Axel Kühn René Hannemann Germania                          |                                                                                    |                                                                             |
| 1994      | nd                   | Wolfgang Hoppe Ulf Hielscher Axel Kühn Carsten Embach Germania                          |                                                                                    |                                                                             |
| 1995      | nd                   | Harald Czudaj Torsten Voss Alexander Szelig Udo Lehmann Germania                        |                                                                                    |                                                                             |
| 1996      | nd                   | Christoph Langen Sven Rühr Markus Zimmermann Olaf Hampel Germania                       |                                                                                    |                                                                             |
| 1997      | nd                   | Harald Czudaj Torsten Voss Alexander Szelig Udo Lehmann Germania                        |                                                                                    |                                                                             |
| 1998      | nd                   | Harald Czudaj Torsten Voss Steffen Görmer Alexander Szelig Germania                     |                                                                                    |                                                                             |
| 1999      | nd                   | Harald Czudaj Torsten Voss Udo Lehmann Carsten Embach Germania                          |                                                                                    |                                                                             |
| 2000      | nd                   | André Lange René Hoppe Lars Behrendt Dirk van der Sant Germania                         |                                                                                    |                                                                             |
| 2001      | nd                   | Matthias Benesch Torsten Voss Udo Lehmann Alexander Szelig Germania                     |                                                                                    |                                                                             |
| 2002      | Winterberg           | Christoph Langen Sven Rühr Marco Jakobs Sven Peter Germania                             | René Spies Franz Sagmeister Kai Kaufmann Thomas Riethmüller Germania               | André Lange Enrico Kühn Lars Behrendt Carsten Embach Germania               |
| 2003      | Altenberg            | Matthias Höpfner Andreas Barucha Marc Kühne Daniel Gärtner Germania                     | Ruben Feisthauer Ronny Listner Silvio Kästner Norman Dannauer Germania             | Matthias Benesch Ingo Seibert Christoph Heyder Thomas Pöge Germania         |
| 2004      | Schönau am Königssee | Christoph Langen Christoph Heyder Enrico Kühn Alex Metzger Germania                     | Matthias Höpfner Marc Kühne Andreas Barucha Stefan Barucha Germania                | André Lange Udo Lehmann Kevin Kuske René Hoppe Germania                     |
| 2005      | Altenberg            | Hartl Sanktjohanser Kai Kaufmann Thomas Prange Christian Reppe Germania                 | René Spies Mirko Pätzold Daniel Gärtner Jens Nohka Germania                        | Matthias Höpfner Marc Kühne Enrico Kühn Stefan Barucha Germania             |
| 2006      | Winterberg           | René Spies Christoph Heyder Enrico Kühn Alexander Metzger Germania                      | Matthias Höpfner Marc Kühne Ronny Listner Andreas Barucha Germania                 | Karl Angerer Andreas Udvari Daniel Gärtner Benjamin Mielke Germania         |
| 2007      | Schönau am Königssee | Thomas Florschütz Christoph Heyder Mirko Pätzold Sascha Schelter Germania               | Manuel Machata Alex Mann Florian Becke Michail Makarow Germania                    | Karl Angerer Marc Kühne Daniel Gärtner Eric Tröger Germania                 |
| 2008      | Altenberg            | Thomas Florschütz Enrico Kühn Mirko Pätzold Sascha Schelter Germania                    | Matthias Höpfner Ronny Listner Jens Nohka Thomas Pöge Germania                     | Karl Angerer Marc Kühne Gregor Bermbach Benjamin Mielke Germania            |
| 2009      | Winterberg           | André Lange Alexander Metzger Kevin Kuske Martin Putze Germania                         | Karl Angerer Andreas Udvari Gregor Bermbach Rasgawa Pinnock Germania               | Manuel Machata Richard Adjei Mathej Juhart Michail Makarow Germania         |
| 2010      | Altenberg            | annullato                                                                               | annullato                                                                          | annullato                                                                   |
| 2011      | Winterberg           | Manuel Machata Florian Becke Richard Adjei Christian Poser Germania                     | Thomas Florschütz Ronny Listner Kevin Kuske Andreas Barucha Germania               | Karl Angerer Christian Friedrich Alexander Mann Rasgawa Pinnock Germania    |
| 2012      | Schönau am Königssee | Manuel Machata Andreas Bredau Christian Poser Michail Makarow Germania                  | Oliver Harraß Maximilian Timme Thorsten Margis Steven Deja Germania                | Maximilian Arndt Alexander Rödiger René Tiefert Martin Putze Germania       |
| 2013      | Altenberg            | David Ludwig Felix Skibbe Steven Deja Ben Heber Germania                                | Nico Walther Markus Bandelow Pablo Nolte Philipp Wobeto Germania                   | Albrecht Klammer Robert Gruner Philipp Knötsch Pierre Jaques Germania       |
| 2014      | Winterberg           | Albrecht Klammer Martin Rostig Pierre Jaques Martin Grothkopp Germania                  | Benjamin Schmid Roman-Mark Stoutjesdijk Fabian Heineman Alexej Bogdaschin Germania | Christoph Hafer Marc Rademacher Steffen Herrlein Kilian Trenkler Germania   |
| 2015      | Winterberg           | Maximilian Arndt Alexander Rödiger Kevin Korona Ben Heber Germania                      | Nico Walther Marko Hübenbecker Andreas Bredau Philipp Wobeto Germania              | Albrecht Klammer Ronny Listner Martin Rostig Eric Franke Germania           |
| 2016      | Altenberg            | Nico Walther Marko Hübenbecker Christian Poser Eric Franke Germania                     | Albrecht Klammer Ronny Listner Florian Kunze Philip Knötzsch Germania              | Richard Oelsner Felix Skibbe Christian Ebert Nils Darbrunst Germania        |
| 2017      | Schönau am Königssee | Johannes Lochner Gregor Bermbach Sebastian Mrowka Christian Rasp Germania               | Nico Walther Marko Hübenbecker Philipp Wobeto Eric Franke Germania                 | Florian Wagner Alexander Maier Alexander Rödiger Alexej Bogdaschin Germania |
| 2018      | Schönau am Königssee | Albrecht Klammer Marko Hübenbecker Florian Kunze Philipp Wobeto Germania                | Christoph Hafer Matthias Kagerhuber Gregor Bermbach Tobias Schneider Germania      | Richard Oelsner Alexander Schüller Christian Ebert Nils Darbrunst Germania  |
| 2019      | Winterberg           | Nico Walther Paul Krenz Alexander Rödiger Eric Franke Germania                          | Christoph Hafer David Golling Christian Hammers Tobias Schneider Germania          | Johannes Lochner Gregor Bermbach Christopher Weber Florian Bauer Germania   |
| 2020      | Altenberg            | Christoph Hafer Michael Salzer Christian Hammers Tobias Schneider Germania              | Richard Oelsner Christian Jagusch Costa Laurenz Issan Ammour Germania              | Johannes Lochner Christopher Weber Florian Bauer Christian Rasp Germania    |
| 2021      | Schönau am Königssee | Christoph Hafer Christian Hammers Lukas Frytz Kevin Korona Germania                     | Maximilian Illmann Felix Dahms Max Pietza Philipp Wobeto Germania                  | Jonas Jannusch Christian Ebert Christopher Koch Bastian Heber Germania      |

### Bob a due donne
| Anno | Luogo                | Oro                                          | Argento                                               | Bronzo                                                                   |
| ---- | -------------------- | -------------------------------------------- | ----------------------------------------------------- | ------------------------------------------------------------------------ |
| 2001 | nd                   | Susi Erdmann Tanja Hess Germania             |                                                       |                                                                          |
| 2002 | Winterberg           | Susi Erdmann Annegret Dietrich Germania      | Katrin Dosttahler Kathleen Hering Germania            | Sandra Prokoff Ulrike Holzner Germania                                   |
| 2003 | Winterberg           | Sandra Prokoff Kathleen Hering Germania      | Cathleen Martini Yvonne Cernota Germania              | Susi Erdmann Kristine Bader Germania                                     |
| 2004 | Schönau am Königssee | Sandra Prokoff Anja Schneiderheinze Germania | Susi Erdmann Annegret Dietrich Germania               | Claudia Schramm Nicole Herschmann Germania                               |
| 2005 | Altenberg            | Sandra Kiriasis Berit Wiacker Germania       | Susi Erdmann Annegret Dietrich Germania               | Claudia Schramm Nicole Herschmann Germania                               |
| 2006 | Winterberg           | Sandra Kiriasis Berit Wiacker Germania       | Susi Erdmann Annegret Dietrich Germania               | Claudia Schramm Stefanie Szczurek Germania                               |
| 2007 | Schönau am Königssee | Sandra Kiriasis Romy Logsch Germania         | Cathleen Martini Janine Tischer Germania              | Susi Erdmann Anja Schneiderheinze-Stöckel Germania                       |
| 2008 | Altenberg            | Sandra Kiriasis Berit Wiacker Germania       | Cathleen Martini Anja Winter Germania                 | Claudia Schramm Inga Renker Germania                                     |
| 2009 | Winterberg           | Sandra Kiriasis Romy Logsch Germania         | Cathleen Martini Janine Tischer Germania              | Claudia Schramm Nicole Herschmann Germania                               |
| 2010 | Altenberg            | annullato                                    | annullato                                             | annullato                                                                |
| 2011 | Winterberg           | Sandra Kiriasis Stephanie Schneider Germania | Anja Schneiderheinze-Stöckel Christin Senkel Germania | Stefanie Szczurek Berit Wiacker Germania                                 |
| 2012 | Schönau am Königssee | Cathleen Martini Kristin Steinert Germania   | Sandra Kiriasis Berit Wiacker Germania                | Anja Schneiderheinze Christin Senkel Germania                            |
| 2013 | Altenberg            | Miriam Wagner Lucienne Friedrich Germania    | Carolin Zenker Sarah Noll Germania                    | Sandra Kroll Constanze Hein Germania                                     |
| 2014 | Winterberg           | Carolin Zenker Sarah Noll Germania           | Miriam Wagner Patricia Polifka Germania>              | Stefanie Sczurek Erline Nolte Germania                                   |
| 2015 | Winterberg           | Anja Schneiderheinze Lisette Thöne Germania  | Cathleen Martini Janine Tischer Germania              | Carolin Zenker Sarah Noll Germania                                       |
| 2016 | Altenberg            | Anja Schneiderheinze Erline Nolte Germania   | Sandra Kroll Franziska Fritz Germania                 | Mariama Jamanka Franziska Bertels Germania                               |
| 2017 | Schönau am Königssee | Miriam Wagner Lisa Sophie Gericke Germania   | Stephanie Schneider Lisa-Marie Buckwitz Germania      | Mariama Jamanka Erline Nolte Germania e Sandra Kroll Sarah Noll Germania |
| 2018 | Schönau am Königssee | Christin Senkel Franziska Bertels Germania   | Laura Nolte Stefanie Pähler Germania                  | Sahra Wimmer Vanessa Mark Germania                                       |
| 2019 | Winterberg           | Mariama Jamanka Annika Drazek Germania       | Stephanie Schneider Ann-Christin Strack Germania      | Anna Köhler Lisa Sophie Gericke Germania                                 |
| 2020 | Altenberg            | Laura Nolte Deborah Levi Germania            | Kim Kalicki Viktoria Dönike Germania                  | Stephanie Schneider Ann-Christin Strack Germania                         |
| 2021 | Schönau am Königssee | Laura Nolte Deborah Levi Germania            | Kim Kalicki Ann-Christin Strack Germania              | Stephanie Schneider Leonie Fiebig Germania                               |